# Superimperialismus
Super-Imperialismus ist ein – mehrdeutiger – marxistischer Begriff. Gemeint ist entweder die Hegemonie einer imperialistischen Macht über ihre schwächeren Rivalen, die dann Sub-Imperialismen darstellen, oder aber eine zusammenfassende Supra-Struktur oberhalb einer Reihe im Prinzip gleichberechtigter imperialistischer Mächte. – Die letzte, ältere Bedeutung ist selten geworden, aber im englischsprachigen Raum immer noch anzutreffen.

## Begriffsherkunft
Das Wort Superimperialismus ist – als super imperialism – erstmals im November 1914 nachweisbar als eine (fehlerhafte) Übersetzung des neu aufgekommenen deutschen Begriffs Ultra-Imperialismus ins Englische. William E. Bohn, der Übersetzer von Karl Kautskys Aufsatz ‚Der Imperialismus’, glaubte offenbar, die Termini Kartell und Ultra-Imperialismus der Leserschaft der amerikanischen Zeitschrift ‚International socialist review’ nicht zumuten zu können. Bohn stand vor einem doppelten Problem: Kartelle waren in den USA viel weniger bekannt als die konzernartigen, straffer organisierten Trusts – und ultra bedeutete im Englischen so viel wie übersteigert‚ extremistisch. Er umschrieb folglich Kautskys Gedankengänge mit Phänomenen und Begriffen, die amerikanischen Lesern vertrauter waren, mit Trusts, in deren straffen Kommandostrukturen die teilnehmenden Unternehmen ihre Unabhängigkeit letztlich jedoch verloren, und mit super – was ein bisschen auch ultra bedeuten konnte – aber im Zusammenhang mit Trusts eher eine organisatorische Supra-Struktur der imperialistischen Mächte im Sinne einer gemeinsamen Weltregierung implizierte. Bohn verfälschte insoweit Kautsky nicht unerheblich.

## Neuere Begriffsbedeutung
Mit der Wiederbelebung der imperialismustheoretischen Diskussionen in den 1970er Jahren kam der Begriff Super-Imperialismus resp. super-imperialism in einem geänderten inhaltlichen Zuschnitt wieder auf. Er diente nunmehr zur Beschreibung der Vorherrschaft der Supermacht USA in einem System des Imperialismus, in welchem die übrigen imperialistischen Mächte in ihren Möglichkeiten zurückgesetzt und somit zweitklassig seien. Gleichzeitig wurde der deutsche Terminus Ultraimperialismus nun auch im englischsprachigen Raum mit ultra-imperialism übersetzt und dazu benutzt, eine eher gleichberechtigte inter-imperialistische Kooperation zu bezeichnen.